# Lijst van oorlogsmonumenten in Helmond
De Nederlandse gemeente Helmond heeft vijf oorlogsmonumenten. Hieronder een overzicht.
| Nr.                             | Object                                         | Herdachte groep                                      | Ontwerper                            | Onthulling        | Type            | Locatie                   | Plaats      | Coördinaten                   | Foto                                           |
| ------------------------------- | ---------------------------------------------- | ---------------------------------------------------- | ------------------------------------ | ----------------- | --------------- | ------------------------- | ----------- | ----------------------------- | ---------------------------------------------- |
| 775                             | Bevrijdingsmonument                            | geallieerde militairen, burgerslachtoffers,Overig    | Jef Verhoeven                        | 20 september 1986 | zuil            | Wevestraat 27, 5708       | Stiphout    | 51° 29' 17" NB, 5° 37' 19" OL | Bevrijdingsmonument                            |
| 776                             | Royal Norfolk-monument                         | geallieerde militairen                               | Jan van Erp                          |                   | gedenkmuur      | Royal Norfolk Plein, 5701 | Helmond     | 51° 28' 50" NB, 5° 39' 39" OL | Royal Norfolk-monument                         |
| 964                             | Sint-Joris en de draak                         | algemeen, burgerslachtoffers                         | Niel Steenbergen                     | 25 september 1959 | beeld/sculptuur | Hortensialaan, 5701 WL    | Helmond     | 51° 28' 46" NB, 5° 40' 42" OL | Sint-Joris en de draak                         |
| 2725                            | Gedachteniskapel Sint-Jozef                    | allen                                                | Hans van der Laan, Nico van der Laan | 3 mei 1995        | kapel           | Hortensialaan, 5701 WL    | Helmond     | 51° 28' 51" NB, 5° 40' 38" OL | Gedachteniskapel Sint-Jozef                    |
| 3674                            | Bevrijdingsmonument                            | burgerslachtoffers, algemeen, geallieerde militairen |                                      | 22 september 2011 | beeld/sculptuur | Hoofdstraat 182, 5708     | Mierlo-Hout | 51° 28' 7" NB, 5° 38' 6" OL   | Bevrijdingsmonument                            |
|                                 | Struikelsteentjes                              | vervolgden Nederland                                 |                                      |                   | reliëf          |                           |             |                               |                                                |
| Dit oorlogsmonument op Wikidata | Bevrijdingsmonument Zuil van Vrijheid en Vrede | allen                                                |                                      | 24 september 2020 | beeld           | Louis Donkersplein        | Brouwhuis   | 51° 27' 39" NB, 5° 42' 6" OL  | Bevrijdingsmonument Zuil van Vrijheid en Vrede |

Alphen-Chaam ·
Altena ·
Asten ·
Baarle-Nassau ·
Bergeijk ·
Bergen op Zoom ·
Bernheze ·
Best ·
Bladel ·
Boekel ·
Boxtel ·
Breda ·
Cranendonck ·
Deurne ·
Dongen ·
Drimmelen ·
Eersel ·
Eindhoven ·
Etten-Leur ·
Geertruidenberg ·
Geldrop-Mierlo ·
Gemert-Bakel ·
Gilze en Rijen ·
Goirle ·
Halderberge ·
Heeze-Leende ·
Helmond ·
's-Hertogenbosch ·
Heusden ·
Hilvarenbeek ·
Laarbeek ·
Land van Cuijk ·
Loon op Zand ·
Maashorst ·
Meierijstad ·
Moerdijk ·
Nuenen, Gerwen en Nederwetten ·
Oirschot ·
Oisterwijk ·
Oosterhout ·
Oss ·
Reusel-De Mierden ·
Roosendaal ·
Rucphen ·
Sint-Michielsgestel ·
Someren ·
Son en Breugel ·
Steenbergen ·
Tilburg ·
Valkenswaard ·
Veldhoven ·
Vught ·
Waalre ·
Waalwijk ·
Woensdrecht ·
Zundert